# Vilém Bretaňský
Vilém Bretaňský (také Vilém Brito; francouzsky Guillaume le Breton, latinsky Guillelmus Armoricus;(1165? Léon – 1225 ?) byl bretaňským kaplanem a kronikářem francouzského krále Filipa.
Ve dvanácti letech odešel z domova do francouzského Nantes, kde studiem zahájil svou duchovní dráhu, a poté do Paříže. Poté, co ve své vlasti nenašel žádné zaměstnání, vrátil se do Paříže. Po třicítce se mu podařilo získat místo mezi královskými kaplany. Byl spolehlivý a věrný králi, v Římě vedl s papežem Innocencem III. choulostivá jednání o králově rozvodu s dánskou princeznou Ingeborg a o novém sňatku a byl také vychovatelem králova levobočka Petra Karlota, pozdějšího biskupa z Noyonu. Roku 1204 se po panovníkově boku zúčastnil obléhání hradu Gaillard a roku 1214 byl očitým svědkem bitvy u Bouvines, o níž zanechal své svědectví.
Brito začal bezprostředně po bitvě psát veršovanou kroniku Philippidos (francouzsky: La Philippide ), jež byla oslavou krále Filipa II. Dílo, psané v latinském jazyce, vychází z Vergilovy Aeneidy. Dokončeno bylo v roce 1217 v deseti zpěvech, Brito však brzy revidoval svou práci a nakonec ji dokončil v roce 1224 ve dvanácti zpěvech o téměř 10 000 verších. Dílo bylo následně přeloženo do francouzské prózy mnichy opatství Saint Denis v roce 1274. Zároveň Brito pokračoval v práci na kronice Gesta Philippi Augusti, kterou zahájil již počátkem století kronikář Rigord. Tato práce se stala součástí Velké francouzské kroniky (Grandes Chroniques de France).